# 寂静岭系列
寂静岭系列（台湾官方译为，台湾旧译）是科樂美發行的驚悚遊戲系列。系列前四部作品由Team Silent開發，而之後Team Silent解散。第五作《寂静岭：起源》、第六作《寂静岭：歸鄉》、第七作《沉默之丘：驟雨》則分別交由Climax Studios、Double Helix Games、Vatra Games製作。一代的重构版《沉默之丘：破碎記憶》由Climax Studios製作并於2009年12月發行。二代的重制版《寂静岭2 重制版》则由Bloober Team制作并于2024年10月发行。由泥巴娛樂制作的系列最新作品《寂静岭 ƒ》也即将于2025年9月25日发行。截止2025年4月，该系列的全球总销量已突破1150万套。
该系列曾在2006年、2012年两次改编成电影上映，共取得全球1.56亿美元的票房。最新的改编电影《重返寂静岭》也已拍摄完毕，正在进行后期制作中。另外系列还出版了多部小说改编及漫画改编作品。
該系列遊戲注重角色塑造、氣氛營造和心理暗示，劇情以類似電影手法展開，遊戲進程中不同選擇將影響結局。

## 背景

沉默之丘 地圖，玩家獲得於 寂静岭1 遊戲開頭

根據遊戲中設定背景，異常事件主要是起因於美國的狂熱宗教教派與美洲原住民的傳說，沉默之丘是座落於托盧卡湖（Toluca Lake），被森林環繞的寧靜小鎮，是一個度假、療養的勝地。由於商業繁榮，這個鎮一直能自給自足；它有小學、購物中心、教堂、療養院、兩間獨立的醫院、以及其它商店和旅遊景點。城鎮中主要的商業活動是當地人經營的小型零售店，和影響不大的連鎖店或經銷商，除了Happy Burger漢堡店與Shell加油站。舊沉默之丘區（Old Silent Hill）與Paleville是有著大量公寓與住家的住宅區，也有數家旅館與Lakeview旅館。Paleville的海濱區也有燈塔與Lakeside遊樂園。
該鎮的最早歷史可追溯至17世紀初，這裡原是當地印第安人用於宗教活動的聖地。17世紀末，移民者在此地定居並建立了城鎮；但不久之後的一場瘟疫使得鎮上的居民相繼死亡，才建立溪港醫院（Brookhaven Hospital）以對抗當時的大感染。但終究移民者還是紛紛逃離，荒廢了這個城鎮將近一世紀。直到19世紀初，英國將沉默之丘作為海外流放地，且在此開設了監獄。20年之後，又另一場瘟疫爆發，溪港醫院又重建並重新啟用。1840年左右，監獄關閉，沉默之丘再一次被遺棄；1850年左右，另一批拓荒者在沉默之丘發現了煤炭儲藏，沉默之丘又一次繁榮起來。
南北戰爭期間，此地被作為戰俘營。南北戰爭結束後，戰俘營關閉，原本關戰俘的建築改制為州立監獄。而沉默之丘開始成為旅遊勝地。同一時間，鎮上開始活躍著一群由宗教狂熱者，基於過去在沉默之丘生活的印第安人他們的末世論，而組成的一系列末日邪教團體。系列作中常會提到的「教團」，指的是從以前存在於沉默之丘的某個宗教集團。他們自稱為「追隨者」（The order），每個邪教都崇拜不同的「亞神」（sub-deity），並實行活人獻祭（Human sacrifice）與通靈術（Necromancy），想以這些方法讓「神靈」（The God）復活。教徒們相信藉由毀滅所有人類，祂將會開創天堂般的時代。其信念體系（belief system）包括難以理解的術語與概念，如「人陣取字」(Gyromancy）、「薩麥爾的符號」（Mark of Samael）與「梅塔特隆的護身符」（Talisman of Metatron）。為了籌募他們活動的資金，追隨者們販賣一種稱做「白克勞迪亞」（White Claudia）的迷幻藥，是利用當地的一種植物煉製而成。毒品交易有助於鄰近地區居民為了取得白克勞迪亞而旅行至此，並增加當地的觀光收入。但毒品交易終究被阻止，在追隨者與當地政府的衝突之中，追隨者的成員謀殺了數名警察。而其下部組織「Silent hill Smile Support Society（沉默之丘微笑支持協會，通稱・4S）」所營運的孤兒院「希望之家」，也有傳聞會虐待小朋友，並對其洗腦等，是個惡名昭彰而傳聞絡繹不絕的教團。

### 教團的派閥
聖女派(Daughter Circle)
藉由進行特殊儀式讓「神」以胎兒的方式寄宿於具有資質的女性（聖女），再以復活「神」為目標讓聖女生產下「神」。
聖母派(Mother Circle)
藉由養育被稱為「術者」的人，讓其完成「21聖禮」儀式並讓「神」（聖母）復活。
轉生者派(Servant Circle)
做為聖女派與聖母派的調停者。崇拜天使Vatiel。

### 教團高層
高級理事會(The High Council)
作為整個組織事務的理事機構，如果被要求解決爭議，則成為法官/陪審團。

#### 主要的關係者
妲利亞‧吉雷斯比（Dahlia Gillespie）
0-1代聖女派祭司。同派閥中的領導。
克勞蒂亞‧沃夫（Claudia Wolve）
3代聖女派祭司。因為具有可被稱為是特殊能力的激烈的信仰心，被一部分信者所懼怕著。
文生·史密斯（Vincent Smith）
教團祭司。派閥不明，利益至上，整頓教團財政以及強化體制，對於教團的勢力擴大做出了貢獻。與克勞蒂亞不和。
托比・阿奇佛特（Toby Archbolt）
聖母派祭司。將被限制開業的「希望之家」重新開啟。
吉米・史東（Jimmy Stone）
轉生者派祭司。開創轉生者派的人物，通稱「紅色惡魔」。
喬治・洛斯丁（George Rosten）
轉生者派祭司。吉米・史東的得力助手，將華特以「術者」身分養育成人。
亞雷莎‧吉雷斯比（Alessa Gillespie）
妲利亞的女兒。被選中為聖女的少女。卻反利用其力量製出分身逃出。
華特・蘇利文（Walter Sullivan）
「希望之家」出身，被選為「術者」的青年。21聖禮執行者。

## 環境
沉默之丘在原住民心中是一個具有神聖力量的地方，而最近幾百年的歷史變遷中被這片土地上的種種人道主義災難讓這一力量發生扭曲。現在的沉默之丘能把現實世界中的人物拖入「異世界」，或者說，可以將人的慾望在此實體化。通常認為沉默之丘的世界觀是三元並行的，其一是現實世界，有居民，有政府，有遊人前去觀光、度假；其二是「異世界」中的「表」世界，也就是遊戲中大霧瀰漫的沉默之丘；其三是「異世界」中的「裡」世界，這時沉默之丘由大霧瀰漫轉而變成黑暗、血腥、腐壞。只有充斥著如惡魔般且畸形怪物的兩種異世界（裡世界的怪物數量更多），可讓遊戲中的主角探索。電力與燈光在異世界中極為有限或甚至不存在。

## 遊戲主題
不同代的沉默之丘描繪環境用不同的方法。敵人和環境與每部遊戲的主題及情節有關。第一集遊戲注重於宗教活動，包含有大量宗教符號，及正邪之爭主題。第二集中將整個鎮作為一個人心智混亂的暗喻，或說將沉默之丘喻為煉獄。而第四代遊戲描繪了一個超現實主義環境，在充滿恐怖暗示的環境中著力描寫主人公的心智狀態和精神波動。很多潛在主題不通過對話而用場景來描繪，所以沉默之丘在很多方面的元素都能解釋為多個主題。
由科樂美發行的沉默之丘解說書《失落的記憶》說明由於一代發生的事件，使得沉默之丘的力量「有增無減」。遊戲的一代、二代與沉默之丘：起源都是以主角被捲入沉默之丘的世界為特色。而在三代、四代與沉默之丘：歸鄉，裡世界已經蔓延到主角所居住的地方。例如四代的灰原鎮（Ashfield）與歸鄉的牧羊人溪谷（Shepherd's Glen）。

## 系列作中常用道具
機能性飲料
可回復少許體力（『寂静岭：起源』中為回復持久力）。
攜帶用急救箱
可中程度回復體力。
安瓿
盛裝藥液小型玻璃容器。可全回復體力，使用後一定時間持久力也不會減少。
小型收音機
攜帶用收音機。雖然沒辦法接收，但是怪物在附近時就會發出噪音，是以敵人探知機來利用。但是令人不快的噪音也可能造成玩家的恐怖心與焦慮感。可切換電源ON/OFF與調整音量大小。收音機的設定從一代即開始，並一直沿用到續作，也出現於改編電影/漫畫。"收音機雜音=怪物出沒"已經儼然成了沉默之丘系列重要的代表性元素。
手電筒
『4代』與『THE ARCADE』以外登場。因沉默之丘大部分被黑暗所壟罩所以為了探索是必須的。但是光也可能引來怪物，電影版中主角利用這點突破了敵人的防御壁（當然反射神經也是必要的）。有時關上燈『暗殺』也是很重要的。
鐵管
在各種接近戰用武器中可說是象徴本作品的武器。雖然隨著作品有不同程度的差異，基本上威力都偏低；但距離長，是把容易使用的武器。

## 主系列作品
| 1999 | 寂静岭             |
| 2000 |                    |
| 2001 | 视觉小说：寂静岭   |
| 2001 | 寂静岭2            |
| 2002 |                    |
| 2003 | 寂静岭3            |
| 2004 | 寂静岭4：密室      |
| 2005 |                    |
| 2006 | 寂静岭 (手机游戏)  |
| 2007 | 寂静岭: 街机       |
| 2007 | 寂静岭: 孤儿       |
| 2007 | 寂静岭：起源       |
| 2007 | 寂静岭: 逃脱       |
| 2008 | 寂静岭: 孤儿 2     |
| 2008 | 寂静岭：归乡       |
| 2009 | 寂静岭：破碎的记忆 |
| 2010 | 寂静岭: 孤儿 3     |
| 2011 |                    |
| 2012 | 寂静岭：暴雨       |
| 2012 | 寂静岭: 记忆之书   |
| 2013 |                    |
| 2014 | P.T.               |
| 2015 |                    |
| 2016 |                    |
| 2017 |                    |
| 2018 |                    |
| 2019 |                    |
| 2020 |                    |
| 2021 |                    |
| 2022 |                    |
| 2023 | 寂静岭: 升天       |
| 2024 | 寂静岭: 短信       |
| 2024 | 寂静岭2 (重制版)   |
| 2025 | 寂静岭 ƒ           |
| 待定 | 寂静岭: 镇落       |

### 寂静岭（1999）
在1999年於PlayStation平台推出。

#### 故事概要
主角哈利‧梅森在休假時與女兒雪柔一起開車前往寂静岭度假。但是在深夜的道路中央突然出現了一個過馬路的少女，哈利為了閃避那個少女，發生了車禍而失去意識。等他恢復意識時，雪柔已經不知去向。哈利為了雪柔，開始在寂静岭中四處尋找。

#### 破碎記憶
寂静岭︰破損記憶於2010在Wii和PSP平台推出，可說是第一代的重製或第二個續集。作品的主題為「無法對抗的恐怖」。就像是此主題所敘述般的，玩家控制的主角不能作出任何攻擊，只能不斷地逃避怪物們的追逐。主角與1代同樣是哈利・梅森。根據玩家在遊戲中的選擇，哈利的性格也會有所變化。結局將會有意想不到的衝擊等著玩家。同樣是由開發『起源』的英国公司Climax Studio所開發。

#### 重製版
2025年6月12日宣布將重製，由二代重製版的開發商Bloober Team負責。

### 寂静岭2 (2001)
遊戲在2001年於PlayStation 2平台推出，遊戲畫面比前作有極大的進步。是系列作的第2代。雖然與前作相同都是以寂静為舞台，但是故事上並沒有直接的關連。

#### 故事概要
故事主角詹姆斯‧桑達蘭德收到了他3年前死去妻子的來信，信中他的妻子寫著「我在與你有著共同回憶的地方等你...」，也就是他們夫妻一同旅行過的地方—寂静岭。詹姆斯雖然半信半疑，但為了尋求真相還是前往了寂静岭....

#### 最期之诗
發售於2002年，在PlayStation 2與Xbox平台上推出。可視為是2代的資料片，在系統及操作上都有著些許的不同。比起原來的『2代』，追加了有關瑪麗亞的劇本。除此之外，大概都與2代相同。遊戲中多了一個結局（俗稱的『UFO結局』）。日本國外版的標題為『SILENT HILL 2: Restless Dreams』。相對於以詹姆斯為主角的本編，標題為『LETTER FROM SILENT HEAVEN』；而以瑪利亞為主角的劇本標題為『BORN FROM A WISH』，隱約中似乎說明了詹姆斯與瑪麗亞的關係。

#### 重制版
2022年10月科乐美宣布《寂静岭2 重制版》将登陆PlayStation 5和PC。游戏由Bloober Team的创意总监Mateusz Lenart领导，原作作曲家山冈晃回归创作配乐。游戏于2024年10月8日正式发行，并收获诸多好评，截止2025年1月全球销量已突破200万。

### 寂静岭3（2003）
系列作第3作品。這套遊戲於2003年在PlayStation 2平台推出，故事為1代的後續。在恐怖度上有著很大的提升。

#### 故事概要
主角海瑟在購物中心的某家漢堡店中小睡了一下。但在睡夢中，她卻做了一個噩夢。從噩夢中醒來的她雖然被偵探道格拉斯叫住了，但是她並不理會他而逕自離去。等到她回到購物中心時，整個世界卻已經變成了異世界。海瑟在異世界中，以旁人幾乎聽不到的音量說著：「要讓我回想起什麼嗎？」

### 寂静岭4：密室（2004）
寂静岭4：密室於2004年在PS2平台推出。本作於系統方面有大幅度的改變。

#### 故事概要
住在南灰原山公寓302號室的主角亨利‧陶聖特，每晚都作噩夢，並且發現被困於自己的家裡面，不但大門被數把鎖緊緊地鎖著，窗戶與牆壁無法破壞，電話也打不通。在被困住第5天的時候，亨利在浴室裡發現了一個大洞，無路可逃的亨利只好爬進去......

### 寂静岭：起源（2007）
這套遊戲在2007年於PSP平台推出。此故事為寂静岭系列的前傳，時間在寂静岭一代之前，作品中的登場人物與物品也暗示著寂静岭一代。由英国的Climax Studios所製作，KONAMI並沒有參加開發。但是音樂部份仍然是由山岡晃所負責。與之前的作品都不同，近距離武器的使用次數有限制，也因此，可以拿到多數的武器。日本本土版的名稱為『SILENT HILL:ZERO』而海外版的名稱則為『SILENT HILL: ORIGINS』。海外版也有發行PS2的版本，角色的設定也有些許的變更。

#### 故事概要
主角崔維斯·葛萊迪是一位貨車司機，在雨夜裡駕駛著大卡車行駛於路上。突然，一個小女孩的身影衝至道路中央，崔維斯大吃一驚，連忙煞住了車子。正當崔維思想詢問女孩是否無恙之際，女孩卻轉身跑走。基於擔心，崔維斯也提起腳步追了上去，崔維斯跟著女孩，來到一棟著火的房屋前。此時，屋內傳來尖叫，而他決定衝進屋內，救出屋子裡面全身被灼傷的女孩，但是卻失去了意識。等到他醒來時，發現自己身處一個叫做「寂静岭」的城鎮中....

### 寂静岭：归乡（2008）
最初命名為寂静岭V，由美國開發小組Double Helix接手製作，KONAMI監督。在動作性方面大幅強化。比起過去的系列敵人的出現頻率較少，但是在接近戰上需要使用弱攻撃與強攻撃的組合來連續攻擊，並且要配合敵人的攻擊而做出閃避，或是在閃避時進行反擊等動作。使用手槍等武器時也需要自己瞄準，因此提高了戰鬥的難度。
於2008年登陸PS3和XBOX360兩大次世代主機。本作前半段的舞台並非寂静岭，而是主角的故鄉牧羊人溪谷。從第一次正常世界轉換到異世界時的表現，可以很明顯的看出是受到電影版的影響。另外，有一部分的劇情非常血腥殘忍也是本作的特徵。在2009年9月10日，公佈了日本國內發售中止的消息，理由為不適合日本的市場。另外，也有類似在最後的頭目戰中人會突然不見，無法過關等嚴重的BUG。

#### 故事概要
主角艾力克斯在軍醫院待過一陣子後，決定回到故鄉地:牧羊人溪谷。雖然從未有過快樂的家庭生活回憶，但他依然認為照顧弟弟約書亞是自己做為大哥的重要職責。在做過幾次有關約書亞的惡夢後，隨即發現事態嚴重，而遠渡重洋踏上尋找弟弟的旅程。他所見到的不是溫暖熟悉的家園，而是.....

### 寂静岭︰驟雨 (2012)
寂静岭︰驟雨為寂静岭系列的第八部作品，於PS3、Xbox 360平台上推出。

#### 故事概要
主角墨菲·潘道頓是個被關押了好幾年，且刑期被延長一次的囚犯，由於他在賴亞爾州立監獄的歷史，他被警方轉移到附近的韋賽德最高級安全戒護監獄，但因為途中發生了詭異的翻車事故而改變了一切，墨菲醒來後發現自己在一座森林裡，靠近因翻車而半毀的巴士旁邊，四下無人，墨菲發現在他有可以奔向自由的機會，於是開始探索離開這裡的道路，然而，離開森林之後映入眼簾的，是一座被霧氣與驟雨包圍，叫做「寂静岭」的小鎮，看似因為荒廢而安靜沉睡的小鎮，卻暗藏著許多未知的恐怖謎團，他還沒發現，自己正一步步，慢慢地走進了一個難以想像，與他過去心中罪疚感相連結的可怕地獄。

### Silent Hills (取消)
本作由小岛秀夫和墨西哥著名导演吉尔摩·德尔·托罗领衔制作。於《P.T.》遊玩結束後，將播放《Silent Hills》廣告，當中，在美剧中的诺曼·瑞杜斯将为主角配音和表演。 2015年4月證實已被腰斬。

### 寂静岭f （2025）
本作是系列首次将背景搬到日本，设定于1960年代的日本。由龙骑士07担任编剧，由泥巴娱乐负责开发。本作预计登陆Microsoft Windows、PlayStation 5、Xbox Series X/S平台。

## 其它作品
除主系列作品外，寂静岭系列也推出过多款衍生游戏，诸如《寂静岭：街机》、《寂静岭：孤儿》三部曲、《寂静岭：逃脱》、《寂静岭：记忆之书》、《寂静岭：短信》、《寂静岭：升天》等等。
同时也出版过多部由山下定创作的游戏改编小说作品，以及由伊藤畅达创作的漫画作品。授权美国漫画公司IDW公司改编发行的漫画作品亦有多部。
另外系列也分别在2006年、2012年推出过两部改编电影作品《寂静岭》及《寂静岭：启示录》。目前，系列第三部电影作品《重返寂静岭》正在制作中。